# Axel Fischer (Politiker)

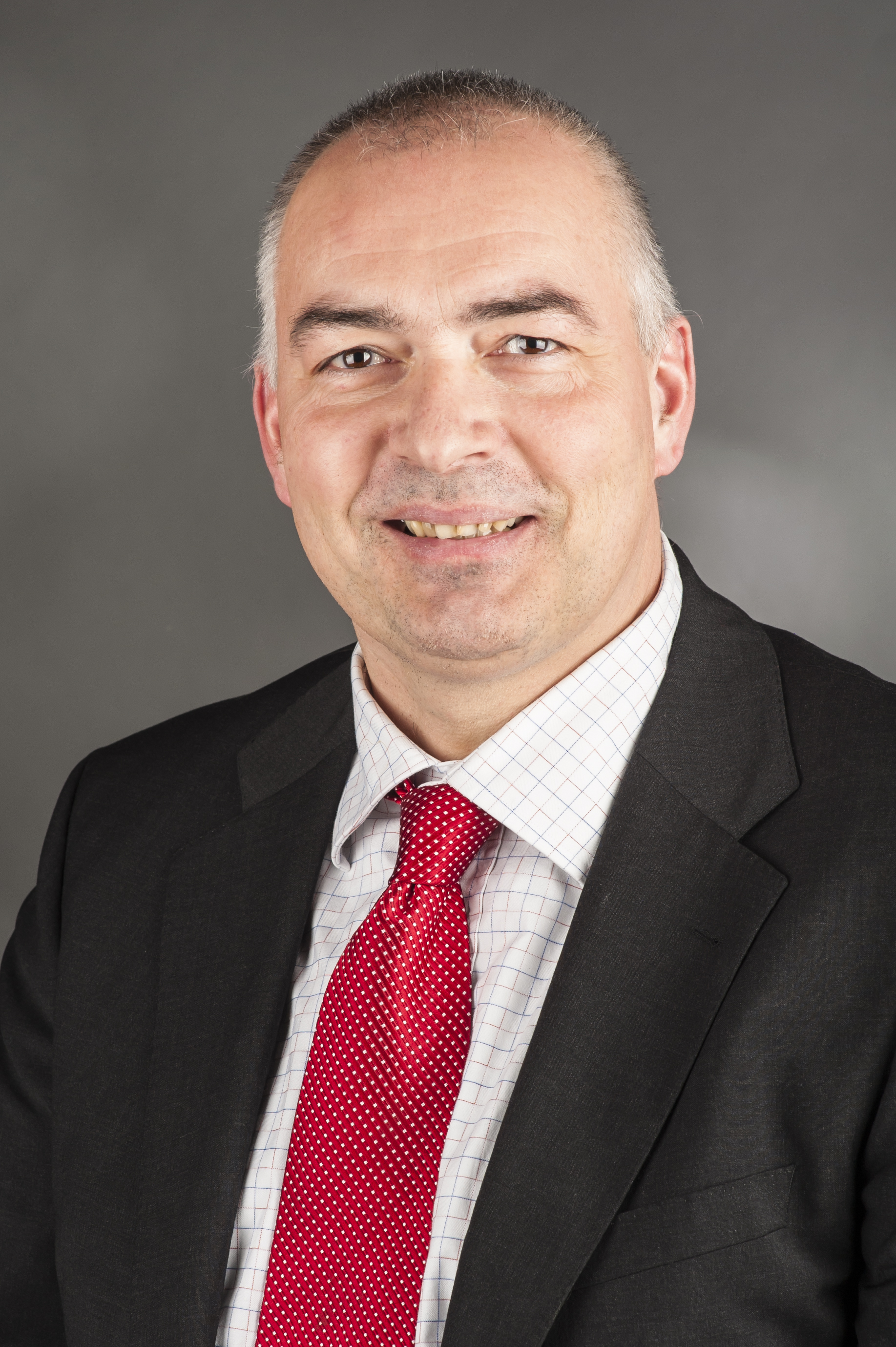
Axel E. Fischer 2014

Axel Eduard Fischer (* 5. Mai 1966 in Karlsruhe) ist ein deutscher Politiker (CDU). Er war von 1998 bis 2021 Mitglied des Deutschen Bundestages.

## Leben und Beruf
Nach der Mittleren Reife 1983 an der Berufsfachschule für Elektrotechnik in Karlsruhe schloss Fischer 1985 eine Lehre zum Elektroinstallateur mit dem Gesellenbrief ab. Anschließend besuchte er die Technische Oberschule Karlsruhe, an der er 1987 die fachgebundene Hochschulreife erwarb. Danach war er zwei Jahre Soldat auf Zeit und durchlief die Ausbildung zum Reserveoffizier. Stationen in seiner Bundeswehrzeit waren Sigmaringen, Stetten am kalten Markt, Eschweiler, Aachen, Regensburg und Hannover. Als Reservist war er bis zu deren Auflösung bei der 1. Luftlandedivision in Bruchsal eingeplant. Anschließend war er Reservist im Ersatzbataillon der Deutsch-Französischen Brigade. Fischer ist Hauptmann der Reserve. 
Zum Wintersemester 1989/90 begann Fischer das Studium des Maschinenbaus an der Universität Karlsruhe (TH) (heute KIT). Nach dem Vordiplom wählte er die Fachrichtung Produktionstechnik. 1995 beendete er sein Studium als Diplom-Ingenieur. Anschließend war er bis zu seinem Einzug in den Deutschen Bundestag 1998 am dortigen Institut für Arbeitswissenschaft und Betriebsorganisation (ifab) als wissenschaftlicher Mitarbeiter tätig. In dieser Zeit betreute er etliche Forschungsprojekte und war auch in der Lehre tätig. Zudem schrieb Fischer zahlreiche Artikel, die in Fachzeitschriften und Büchern veröffentlicht wurden. Gemeinsam mit Volker Keller und Sascha Stowasser gehörte auch die Beratung von Unternehmen in seinen Aufgabenbereich.
Fischer ist evangelisch und zum zweiten Mal verheiratet. Er hat sechs Kinder. Sein Vater ist Werner Fischer, seine Brüder Lutz Fischer und Jörg Werner Fischer.

## Partei

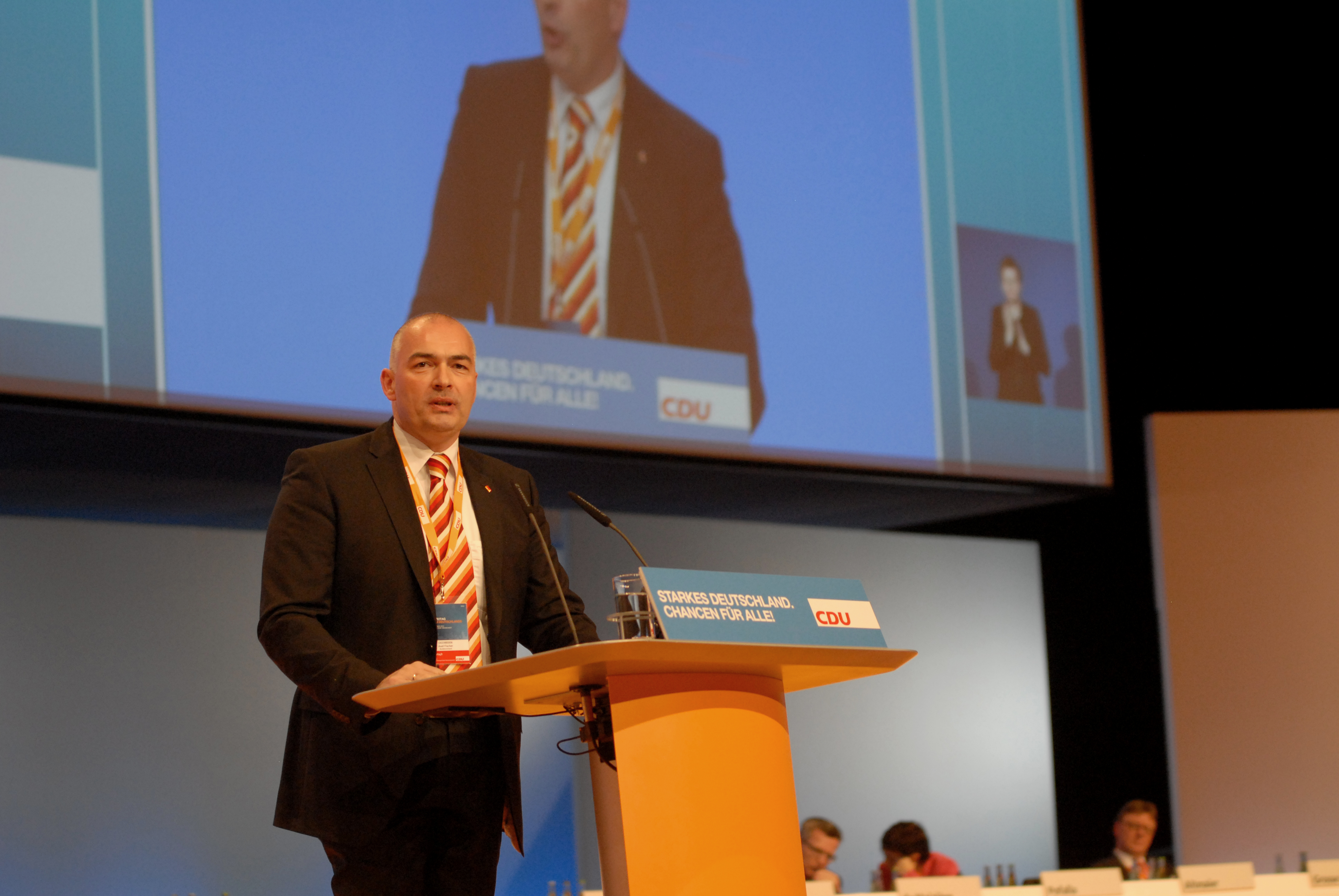
Fischer auf dem CDU-Parteitag 2012

Von 1989 bis 1995 war Fischer Geschäftsführer der Jungen Union (JU) Nordbadens. Er gehörte von 1992 bis 1993 dem Landesvorstand der JU in Baden-Württemberg an und ist seit 1993 Mitglied des CDU-Bezirksvorstandes Nordbaden. Am 1. Dezember 2008 wurde er beim Bundesparteitag in Stuttgart in den Bundesvorstand gewählt.

## Abgeordneter
1998 zog Fischer über die Landesliste Baden-Württemberg und danach stets als direkt gewählter Abgeordneter des Bundestagswahlkreises Karlsruhe-Land in den Bundestag ein. Bei der Bundestagswahl 2005 erreichte er 48,3 %, bei der Bundestagswahl 2009 45,2 %, bei der Bundestagswahl 2013 53,3 % und bei der Bundestagswahl 2017 40,5 % der Erststimmen.
Fischer war ab 2009 Mitglied des Haushaltsausschusses, Berichterstatter der CDU/CSU für den Etat Arbeit und Soziales und Mitglied des Fraktionsvorstandes der CDU/CSU-Bundestagsfraktion. Außerdem war er stellvertretendes Mitglied des Auswärtigen Ausschusses, des Ausschusses für Arbeit und Soziales und des Ausschusses für Angelegenheiten der Europäischen Union. Im 19. Deutschen Bundestag war Fischer Vorsitzender des Rechnungsprüfungsausschusses.
Ab Januar 2006 war Fischer Mitglied der Deutschen Delegation für die Parlamentarische Versammlung des Europarates und war bis zu ihrer Auflösung auch Mitglied der Parlamentarischen Versammlung der Westeuropäischen Union (WEU). Zudem war er Vorsitzender des Sondergremiums gemäß § 3 Absatz 3 des Stabilisierungsmechanismusgesetzes und Mitglied der Deutschen Delegation in der Interparlamentarischen Union (IPU).
Fischer leitete von Mai 2010 bis April 2013 die Enquete-Kommission „Internet und digitale Gesellschaft“ des Bundestages. Im 17. und 18. Deutschen Bundestag war er Mitglied im Gremium nach § 23c Absatz 8 Zollfahndungsdienstgesetz.

### Europa
Fischer war Mitglied der Deutschen Delegation zur parlamentarischen Versammlung der WEU und dort jahrelang Vorsitzender des Ausschusses für Luft- und Raumfahrt und Technologie. In dieser Funktion war er Mitglied des Präsidiums der WEU. Besondere Verdienste erwarb er sich mit seinem Bericht zu gepanzerten Fahrzeugen, der international sehr gelobt wurde. Nach Auflösung der parlamentarischen Versammlung der Westeuropäischen Union war Fischer Gründungsmitglied der European Security and Defense Association (ESDA) mit Sitz in Paris und ist bis heute deren Vizepräsident.
Er war von Januar 2014 bis 2017 Leiter der deutschen Delegation der parlamentarischen Versammlung des Europarates und Sprecher der CDU/CSU. Zudem war er Vizepräsident der Versammlung und seit Januar 2016 Vorsitzender der EVP-Fraktion. Als Mitglied des Monitoring-Ausschusses war er vier Jahre lang Berichterstatter für Armenien (mit Baron John Leslie Prescott und später mit Sir Alan Meal). Anschließend wurde er Berichterstatter für die Ukraine (mit Jordi Xuclà). Zudem war er Berichterstatter für etliche Berichte zum Einsatz neuer Medien.
Axel E. Fischer ist seit seinem Ausscheiden aus der Parlamentarischen Versammlung des Europarates (PVER) bis heute Ehrenmitglied der PVER. Die Urkunde wurde noch vom damaligen Präsidenten der PVER und vorherigen Fraktionsvorsitzenden der Sozialisten, Michele Nicoletti unterzeichnet, von dessen Arbeit in der PVER Fischer häufiger sehr positiv berichtete. Das Ausscheiden Nicolettis bezeichnete Fischer als herben Verlust für die Versammlung und für die Sozialistische Fraktion.

### Internationales
Axel Fischer ist seit September 2012 Präsident der World League for Freedom and Democracy in Deutschland. Als Vorsitzender des Unterausschusses für den Europapreis bei der parlamentarischen Versammlung des Europarates koordiniert Fischer seit Jahren die Vergabe dieses Preises.
Seit Mai 2015 ist Axel Fischer zudem Präsident des European Council for World Freedom.
Im September 2020 wurde Axel Fischer zum Vorsitzenden des neu gegründeten Deutsch-Georgischen Forums (DGF) gewählt.

## Politische Positionen

### Energiepolitik
Anfang 2009 erklärte Fischer gegenüber der Bild am Sonntag, nach den Entscheidungen in Schweden, Finnland, Frankreich und Großbritannien müsse man in der Zukunft auch in Deutschland über Neubauten von Kernkraftwerken nachdenken.
Fischer war Gründer und neben Torsten Herbst und Silke Launert auch Sprecher des Liberal-Konservativen-Kreises im Deutschen Bundestag. In dieser Funktion kritisierte er 2020 besonders die Energiepolitik der Bundesregierung. Der gleichzeitige Ausstieg aus Kohleverstromung und der Kernenergie sei schlichtweg nicht machbar. Zudem mache man sich von russischem Gas zu abhängig.

### Vermummungsverbot im Internet
Mitte November 2010 forderte Fischer in einem Zeitungsinterview und auf seiner Facebook-Seite ein „Vermummungsverbot“, also eine „Pflicht zur Klarnamen-Nennung im Internet“ in ausnahmslos allen Internet-Foren, im Gegenzug müsse ein „Radiergummi“ entwickelt werden, mit dem man Inhalte aus dem Internet löschen könne. Seine Forderung führte im Internet, vor allem über den Mikrobloggingdienst Twitter, zu einer großen Anzahl hämischer Erwiderungen.

### Corona-Politik
Zudem gehörte er zu Kritikern der Corona-Politik der Bundesregierung. Gemeinsam mit einigen anderen Abgeordneten der CDU/CSU-Bundestagsfraktion stimmte er im Deutschen Bundestag gegen den Lockdown.

## Mitgliedschaften
Axel Fischer ist Mitglied der überparteilichen Europa-Union Deutschland, die sich für ein föderales Europa und den europäischen Einigungsprozess einsetzt.
Axel Fischer war von 2018 bis 2021 Vorsitzender des Parlamentskreises Ungarn (PKU) und wurde für sein Engagement für die Beziehungen zwischen Ungarn und Deutschland mit dem ungarischen Ritterkreuz ausgezeichnet. Zum Nachfolger von Axel Fischer beim PKU wurde Volkmar Klein.
Axel Fischer ist seit 2000 Vorsitzender des Volksbundes Deutsche Kriegsgräberfürsorge im Bezirksverband Nordbaden. Für seine Verdienste um den Volksbund wurde er zweimal mit der Goldenen Ehrennadel des Volksbundes ausgezeichnet.

## Kritik
Seit 2013 ist ein Korruptionsfall im Zusammenhang mit dem Europarat bekannt. Dabei wurden von der Mailänder Staatsanwaltschaft Vorwürfe gegen Luca Volontè, den ehemaligen Chef der EVP, wegen Geldwäsche und Korruption erhoben. Volontè erhielt 2,4 Millionen Euro aus Aserbaidschan für seine Stiftung Novae Terrae und nutzte das Geld u. a. dazu, reaktionäre katholische Vereine zu unterstützen. So floss Geld von Volontès Stiftung etwa an das Dignitatis Humanae Institute, das mit dem Trump-Berater Stephen Bannon zusammenarbeitete.
Die Aufklärung des Sachverhaltes im Europarat stieß nach Ansicht einiger Abgeordneten auf erheblichen Widerstand, unter anderem wegen des damaligen Präsidenten des Europarates, Pedro Agramunt Font de Mora aus Spanien. Auch dem deutschen Delegationsleiter Fischer wurde als Vorsitzendem der EVP-Fraktion (Nachfolger von Volontè) vorgeworfen, nicht ausreichend um eine Aufklärung der Affäre bemüht zu sein. In einer Sitzung der Fraktion soll er vielmehr die Version Volontès wiedergegeben haben. Nach dem Bekanntwerden der Korruptionsvorwürfe forderte er „null Toleranz für Korruption“ in seiner Fraktion und eine Pflicht für Nichtregierungsorganisationen (NGO) ihr Einnahmen offenzulegen.
In einer zentralen Abstimmung über die Definition politischer Gefangener stimmte Fischer 2012 für einen Antrag der forderte, dass künftig der Europäische Gerichtshof für Menschenrechte festlegen solle, wer als politischer Gefangener zu betrachten sei. Anlässlich der erneuten Wahl von Präsident İlham Əliyev ein Jahr später gratulierte Fischer zu einer „freien, fairen und transparenten Wahl“, wie es auch die Parlamentarische Versammlung des Europarates in ihrer offiziellen Stellungnahme tat. Die OSZE hatte dagegen schwere Mängel konstatiert. Erste Ergebnisse waren bereits am Tag vor der Wahl veröffentlicht worden – angeblich ein technisches Versehen. Fischer soll die Aufklärung des Skandals gebremst haben. Die Unionsfraktion berief ihn danach nicht mehr in die neue Bundestagsdelegation beim Europarat.
Nach Ermittlungen der Generalstaatsanwaltschaft München wegen des Anfangsverdachts der Bestechlichkeit hob der Deutsche Bundestag am 4. März 2021 die politische Immunität von Fischer auf. Die anschließende Durchsuchung seines Bundestagsbüros durch das BKA stand im Zusammenhang mit staatsanwaltlichen Ermittlungen zu Zahlungen Aserbaidschans als dessen „Kaviar-Diplomatie“ an aktive und frühere Mitglieder des Bundestags, die der parlamentarischen Versammlung des Europarats angehörten. Ihnen wird vorgeworfen, in der Zeit zwischen 2008 und 2016 unter anderem Gelder aus Aserbaidschan über britische Briefkastengesellschaften mit baltischen Konten erhalten zu haben. Im Gegenzug hätten sie versucht, Kritik an Menschenrechtsverletzungen in Aserbaidschan zu verhindern.
Des Weiteren war er im Kuratorium des Deutsch-Aserbaidschanischen Forums.
Ende 2016 hielt Fischer in Nordmazedonien auf einer Wahlveranstaltung eine „flammende Lobrede“ auf Nikola Gruevski, von dem er sagte, er sei „ein großer Führer“.
Im Juli 2021 wurde bekannt, dass sich Fischer gemeinsam mit anderen CDU-Abgeordneten im Dezember 2019 auf Initiative der aserbaidschanischen Botschaft in einem Protestbrief an Außenminister Heiko Maas wandte, um zu erreichen, dass das Auswärtige Amt die armenische Position im Bergkarabachkonflikt verurteilt.
Im Januar 2024 erhob die Generalstaatsanwaltschaft München gegen Fischer und Eduard Lintner wegen Bestechlichkeit und Bestechung von Mandatsträgern im Zusammenhang mit der Aserbaidschan-Affäre Anklage.